# Cheseaux-sur-Lausanne
Cheseaux-sur-Lausanne − miejscowość i gmina (commune) w zachodniej Szwajcarii, w kantonie Vaud, w okręgu (district) Lozanna. Leży nad rzeką Mèbre.
Znajduje się tu siedziba założonej przez Stefana Kudelskiego firmy Kudelski SA, znanej z magnetofonów Nagra.

## Demografia
W Cheseaux-sur-Lausanne mieszka 4517 osób. W 2021 roku 23,8% populacji gminy stanowiły osoby urodzone poza Szwajcarią.

## Transport
Przez teren gminy przebiegają drogi główne nr 5, nr 124, nr 134 i nr 135.